# Lamb-Shaffer-Syndrom
Das Lamb-Shaffer-Syndrom (SOX5 Haploinsuffizienz-Syndrom) ist ein sehr seltenes genetisch bedingtes Syndrom des Menschen, das durch eine Genmutation ausgelöst wird. Es tritt mehrheitlich durch eine de-novo-Mutation bei nicht selbst betroffenen Eltern auf, kann aber auch autosomal dominant vererbt werden.
Bis 2019 wurden weniger als 40 Fälle beschrieben, wobei teilweise von weniger als 550 Personen die Rede ist.
Das Syndrom zeigt sich vor allem in Form einer geistigen Behinderung.
Der Name leitet sich von den Genetikern Allen N. Lamb und Lisa G. Shaffer ab, die gemeinsam mit anderen Autoren das Syndrom im Jahr 2012 erstmals beschrieben haben.

## Symptome
Definierende klinische Symptome sind:
- Entwicklungsverzögerung (stets vorhanden)
- leichte bis mittelgradige Intelligenzminderung (häufig)
- Verhaltensstörungen (häufig)
- Muskelhypotonie (häufig)

Oft damit einhergehende, aber nicht definierende Symptome sind:
- Schielen
- Amblyopie
- Störung der Sinnesverarbeitung
- Skoliose
- Spondylodese

## Genetik
Das Lamb-Shaffer-Syndrom wird durch Haploinsuffizienz des SOX5-Gens ausgelöst, welches an der Entwicklung des Nervensystems und von Knorpelgewebe beteiligt ist. Das Gen befindet sich auf dem kurzen Arm des Chromosom 12 (12p12).
Die Mehrheit der Betroffenen hat nicht selbst betroffene Eltern, seltener wird das Syndrom vererbt.
Eine im Jahr 2019 veröffentlichte Studie mit den Familien von 34 Betroffenen zeigt, dass 74 % der Patienten (25 von 34 Familien) das Syndrom wahrscheinlich durch eine de-novo-Mutation erlangt haben, da die genetische Variation nicht durch DNA-Analyse von Blutproben der Eltern gefunden wurde. In 15 % der Fälle (5 von 34 Familien) wurde es wahrscheinlich durch einen Elternteil vererbt, das ein bestimmtes Genmuster aufwies, bei dem vermutet wird, dass es möglicherweise einen Beitrag zur Entstehung des Syndroms leistet. In 3 % der Fälle (eine von 34 Familien) wurde das Syndrom durch einen selbst betroffenen Elternteil vererbt.
Das Lamb-Shaffer-Syndrom wird durch selbst Betroffene autosomal dominant vererbt. Eine durch das Syndrom betroffene Person, die mit einer nicht betroffenen Person ein Kind zeugt, gibt das Syndrom also mit einer Wahrscheinlichkeit von 50 % an ihre Nachkommen weiter.

## Diagnose
Die Diagnose erfolgt durch DNA-Analyse.

## Behandlung
Das Lamb-Shaffer-Syndrom ist von Geburt an vorhanden und nicht heilbar. Durch gezielte Unterstützung wie frühkindliche Förderung oder Ergotherapie kann Betroffenen jedoch geholfen werden.

## Häufigkeit
Das Syndrom ist sehr selten. Es tritt bei Neugeborenen mit einer Wahrscheinlichkeit geringer als 1 zu 1.000.000 auf. Die Gesamtzahl der bisher diagnostizierten Fälle schwankt zwischen 40 und 550 Personen.

## Geschichte
Das Lamb-Shaffer-Syndrom wurde zuerst von Lamb et al. im Jahr 2012 beschrieben. Der Name leitet sich von den Genetikern Allen N. Lamb und Lisa G. Shaffer ab, die beteiligte Autoren der ersten medizinischen Beschreibung waren. Seither wurde das Syndrom wiederholt in medizinischen Fachkreisen beschrieben, unter anderem von Addie Nesbitt et al. im Jahr 2015 oder von Fukushi et al. im Jahr 2018.